# Patrick Franke
Patrick Franke (* 1967) ist ein deutscher Islamwissenschaftler. Er ist Inhaber des Lehrstuhls für Islamwissenschaft an der Universität Bamberg.

## Werdegang
Franke studierte von 1988 bis 1994 an der Universität Bonn Islamwissenschaft, Rechtswissenschaft und Semitistik. Zu seinen akademischen Lehrern gehörten hier Stefan Wild und Reinhard Schulze. Das Studienjahr 1990/1991 verbrachte Franke an der Universität Aleppo, wo er als Gasthörer Arabistik studierte. In dieser Zeit forschte er über Sulaimān Murschid und die Anfänge der von ihm begründeten Murschidīya-Bewegung. Von 1995 bis 1998 war Franke Stipendiat des von Hans Waldenfels geleiteten DFG-Graduiertenkollegs „Interkulturelle religiöse bzw. religionshistorische Studien“ in Bonn. 1999 promovierte er mit einer Dissertation über al-Chidr. Von 1999 bis 2006 war Franke als wissenschaftlicher Assistent am Institut für Orientalistik der Universität Halle tätig. In den Jahren 2006 bis 2008 nahm er Professurvertretungen an den Universitäten Hamburg, Leipzig und Jena wahr.
Im Jahr 2008 erfolgte die Habilitation in den Bereichen Islamwissenschaft und Arabistik mit einer Arbeit über den mekkanischen Gelehrten ʿAlī al-Qārī. Von Dezember 2008 bis September 2009 war Franke Heisenberg-Stipendiat. Seit 2009 hat er den Lehrstuhl für Islamwissenschaft an der Universität Bamberg inne. Von 2013 bis 2017 war Franke geschäftsführender Direktor des Zentrums für Interreligiöse Studien (ZIS) der Universität Bamberg.
Seit 2011 beteiligt sich Franke auch an der deutschsprachigen Wikipedia. Seine Artikel zum Themenbereich Islam hat er 2016 in der Bamberger Islam-Enzyklopädie zusammengeführt. In der Wikiversität bietet er darüber hinaus als OER-Kurs die Bamberger Einführung in die Geschichte des Islams (BEGI) an, eine interaktive Überblicksdarstellung zur Geschichte des Islams in 14 Kapiteln. 2024 wurde Franke für seine Verdienste in der Wikipedia die WikiEule in der Kategorie „Autoren“ verliehen.

## Publikationen (Auswahl)
- Sunniten. In: Georges Tamer: Islam I. Entstehung, Konfessionen, Dynastien (= Religionen der Menschheit, Band 25,1). Kohlhammer, Stuttgart 2023. S. 175–212.
- Begründungen männlicher und weiblicher Beschneidung im vormodernen Islam. Ibn Qaiyim al-Ǧauzīya als Beispiel. In: Klaus van Eickels, Christine van Eickels (Hrsg.): Gebote – Verbote: Normen und ihr sozialer Sinn im Mittelalter. Bamberg University Press, Bamberg 2022, S. 314–345 (Digitalisat).
- Der Gedanke des Dschihad im mittelalterlichen Islam. In: Ingrid Bennewitz, Klaus van Eickels (Hrsg.): Richard Löwenherz. Ein christlicher Herrscher im Zeitalter der Konfrontation mit dem Islam. Mittelalterliche Wahrnehmungen und moderne Rezeption. Bamberg University Press, Bamberg 2018, S. 95–117 (Digitalisat).
- „Zum Umgang mit islamischen Normen zu Gesundheit, Körper und Sexualität: Empfehlungen für die Gesundheitsfürsorge“ in Gesundheitsförderung konkret Bd. 21. Kultursensibilität in der gesundheitlichen Aufklärung – Kulturelle Unterschiede in der Kommunikation: Barrieren, Chancen, Lösungswege. Beiträge zum Werkstattgespräch der BZgA mit Hochschulen am 3. November 2016 in Köln. Bundeszentrale für gesundheitliche Aufklärung, Köln 2017, S. 8–29.
- Was ist verboten im Islam, was erlaubt? Religiöse Expertenmeinungen zu sexualethischen Fragen im Internet. In: Forum Sexualaufklärung und Familienplanung 2-2016, S. 21–24 (Memento archive.org).
- Are the parents of the Prophet in Hell? Tracing the history of a debate in Sunnī Islam. In: Lale Behzadi u. a. (Hrsg.): Bamberger Orientstudien. University of Bamberg Press, Bamberg 2014, S. 135–158 (PDF).
- Der Islam: Staat und Religion im Europa der Neuzeit. In: Europäische Geschichte Online, hrsg. vom Institut für Europäische Geschichte, 2012.
- Before scientia sexualis in Islamic culture: ʿIlm al-bāh between erotology, medicine and pornography. In: Social Identities 18/2, 2012, S. 161–173.
- Über die zukünftige Verortung des Islams an deutschen Universitäten – ein islamwissenschaftliches Positionspapier zu den Empfehlungen des Wissenschaftsrates vom 29. Januar 2010. In Hasan Karaca (Hrsg.): Bachelor-Imam? Überlegungen zur Einrichtung Islamisch-Theologischer Fakultäten in Deutschland. Köln 2010, S. 25–39 (Online-Version).
- Die islamische Sexualethik vor den Herausforderungen der sexuellen Moderne: Abwehrreaktionen, Anpassungsversuche und Gegenentwürfe. In: U. Busch (Hrsg.): Sexuelle und reproduktive Gesundheit und Rechte. Nationale und internationale Perspektiven. Baden-Baden 2010, S. 85–110.
- The Ego of the Mullah: Strategies of Self-Representation in the Works of the Meccan Scholar ʿAli al-Qārī (d. 1606). In: Ralf Elger, Yavuz Köse (Hrsg.): Many Ways of Speaking about the Self. Middle Eastern Ego-Documents in Arabic, Persian, Turkish (14th–20th century). Wiesbaden 2010, S. 185–200.
- Querverweis als Selbstzeugnis – Individualität und Intertextualität in den Schriften des mekkanischen Gelehrten Mullā ʿAlī al-Qārī (st. 1014/1606). In: St. Reichmuth, Fl. Schwarz (Hrsg.): Zwischen Alltag und Schriftkultur: Horizonte des Individuellen in der arabischen Literatur des 17. und 18. Jahrhunderts (= Beiruter Texte und Studien. Band 110). Beirut/Würzburg 2008, S. 131–163 (Digitalisat).
- Mullā ʿAlī al-Qārī. Textproduktion und Gedankenwelt eines mekkanischen Religionsgelehrten der islamischen Jahrtausendwende. Habilitationsschrift, Halle 2007 (online).
- Begegnung mit Khidr. Quellenstudien zum Imaginären im traditionellen Islam (= Beiruter Texte und Studien. Band 79). Ergon-Verlag, Beirut/Würzburg 2002, ISBN 3-89913-231-9 (Digitalisat).
- Göttliche Karriere eines syrischen Hirten. Sulaimān Muršid (1907–1946) und die Anfänge der Muršidiyya (= Islamkundliche Untersuchungen. Band 182). Schwarz, Berlin 1994, ISBN 3-87997-234-6 (Digitalisat).